# Kilian Baumann
Kilian Baumann (Berna, 14 dicembre 1980) è un agricoltore e politico svizzero dei Verdi Svizzeri. Dal 2019 è membro del Consiglio nazionale per il Canton Berna.

## Biografia

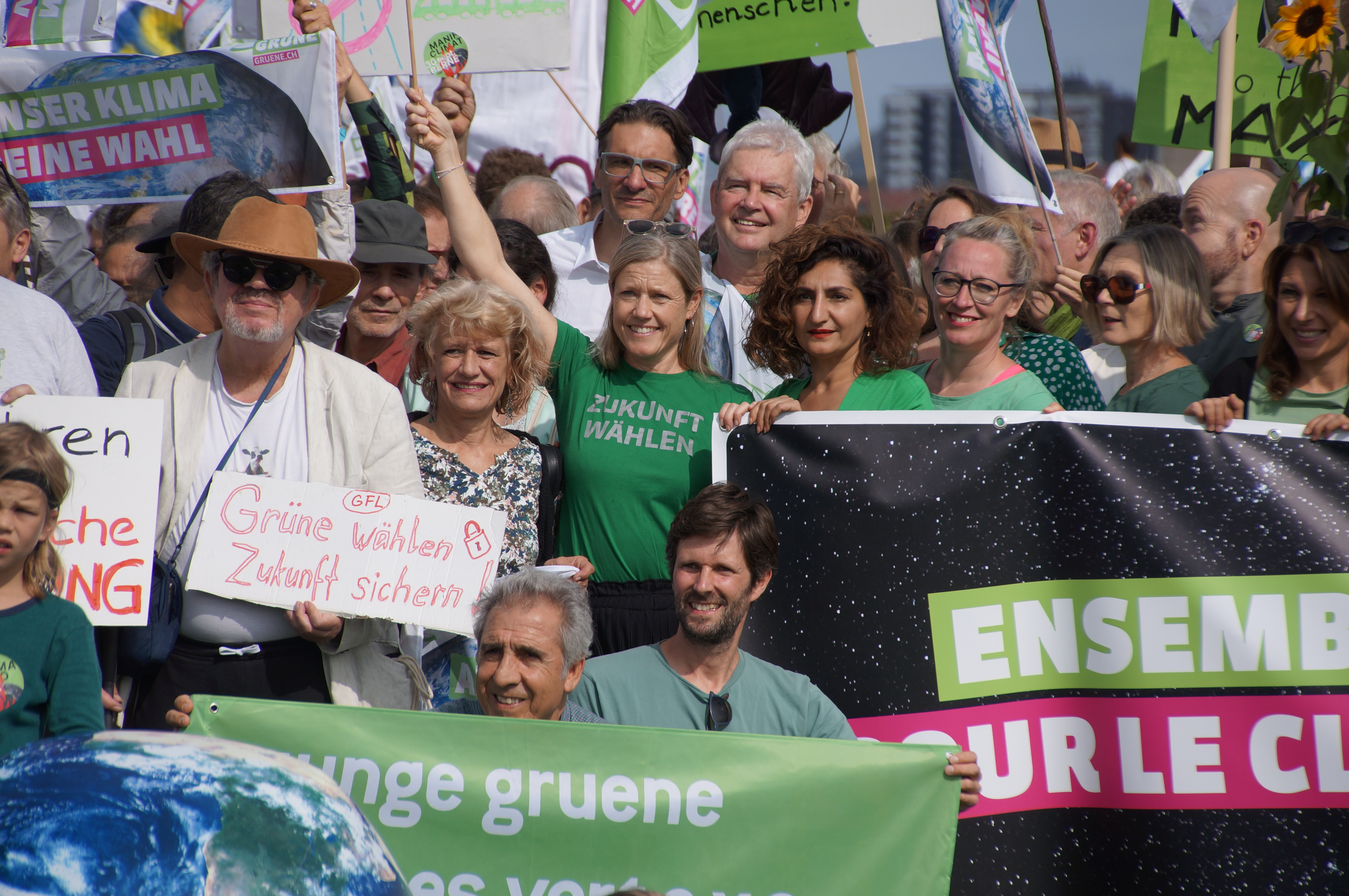
Kilian Baumann assieme a colleghi e colleghe di partito alla Manifestazione nazionale per il clima a Berna del 30 settembre 2023

Presentatosi alle elezioni federali del 2019, venne eletto Consigliere nazionale per il Canton Berna con 47 311 voti, diciannovesimo tra i candidati eletti più votati del cantone. Alle elezioni federali del 2023 venne confermato risultando il quattordicesimo eletto più votato con 61 393 preferenze.